# Seilbahnunfall in Liberec
Der Seilbahnunfall in Liberec ereignete sich am 31. Oktober 2021 in Liberec im Norden Tschechiens bei der Seilbahn Ještěd.

## Unfallhergang
Am 31. Oktober 2021 kam es um 13.37 Uhr zu einem Unfall. Das Zugseil an der talwärts fahrenden Gondel 2 riss und sie stürzte wenig unterhalb der Bergstation etwa 30 Meter tief zu Boden. In der Gondel befand sich der Seilbahnführer, der dabei ums Leben kam. Warum das Zugseil riss und warum die Tragseilbremse nicht funktionierte, wird untersucht. Der Unfall geschah am letzten Betriebstag vor einer planmäßigen Revision.
Die zweite, bergwärts fahrende Gondel 1 lief einige Meter talwärts und wurde dann von der Tragseilbremse angehalten. Die darin befindlichen 14 Personen konnten in 15 Metern Höhe über noch flachem Gelände unweit der Talstation von der Feuerwehr mittels Drehleiter unverletzt evakuiert werden.

## Reaktionen
Der Hejtmann vom Kreis Liberec, Martin Půta, bekundete sein Bedauern über die Tragödie und sprach sich für eine schnelle Untersuchung der Unfallursache aus. Die tschechische Bahn, die die Seilbahn betreibt, bedankte sich im sozialen Netzwerk bei dem Rettungsteam für die Rettungsaktion und drückte den Hinterbliebenen des Unfallopfers ihr Bedauern aus.